# Bonnefont
Bonnefont település Franciaországban, Hautes-Pyrénées megyében. Lakosainak száma 319 fő (2022. január 1.). Bonnefont Lustar, Bernadets-Dessus, Bugard, Libaros, Montastruc, Orieux és Sentous községekkel határos.

## Népesség
A település népességének változása:
| Lakosok száma | 349  | 354  | 355  | 339  | 331  | 331  | 328  | 324  | 319  |
|               | 2013 | 2015 | 2016 | 2017 | 2018 | 2019 | 2020 | 2021 | 2022 |